# Lennart Nyberg
Lennart Rubert Nyberg, född 14 juni 1920 i Stockholm, död 25 november 1996 i Timmernabben, Mönsterås kommun, var en svensk barn- och ungdomsskådespelare.

## Filmografi
Roller
- 1935 – Skärgårdsflirt
- 1938 – Två år i varje klass
- 1938 – Sockerskrinet
- 1938 – Goda vänner och trogna grannar
- 1941 – Springpojkar är vi allihopa
- 1941 – Göranssons pojke
- 1944 – Hets

Research
- 1994 – Fritänkaren – filmen om Strindberg